# Kieran Bird
Kieran James Bird (Bicester, 2 de setembro de 1999) é um nadador britânico.

## Carreira
Bird frequentou a Millfield School.
Ele competiu na prova de 400 metros livre masculino no Campeonato Europeu de Esportes Aquáticos de 2020, em Budapeste, Hungria.
Bird venceu os 400 metros livres no Campeonato de Natação Aquática da GB de 2024 e posteriormente foi nomeado para a equipe britânica para as Olimpíadas de Verão de 2024. Ele nadou nas eliminatórias do revezamento 4×200 metros livre e, embora tenha sido substituído por Matt Richards na final, como nadador eliminatório, ele recebeu uma medalha de ouro quando a equipe britânica venceu.